# Braconidae
I braconidi (Braconidae Nees, 1812) sono una famiglia di insetti appartenenti all'ordine degli Imenotteri (Hymenoptera Apocrita).

## Inquadramento sistematico
I Braconidi formano un vasto raggruppamento compreso nella superfamiglia degli Ichneumonoidea. Fra gli insetti è una delle famiglie più ricche di specie: attualmente sono descritte circa 12.000 specie, ma si stima che il numero complessivo ammonterebbe a 40-50.000. Si distinguono dagli Icneumonidi, l'altra grande famiglia degli Icneumonoidei, per il corpo più tozzo, le minori dimensioni medie e, soprattutto per il decorso delle venature alari.

## Descrizione

Morfologia delle ali di un Braconide
Pt: stigma
Sc: subcosta
R: radio
R_{1}: ramo del radio
M: media
r-m: radiomediale
m-cu: vena ricorrente

In generale i Braconidi hanno un corpo poco slanciato e di piccole dimensioni, in genere di pochi millimetri di lunghezza, eccezionalmente fino a 3–4 cm esclusa la terebra. Le antenne sono composte da oltre 16 articoli.
Le ali anteriori sono prive della regione anale, provviste di pterostigma e con cellula costale ridotta ad una piccola area nella porzione prossimale, caratteri condivisi con gli Icneumonidi. Si distinguono dagli Icneumonidi per la presenza, nell'ala anteriore,  di una sola vena ricorrente (1m-cu), ma in alcuni raggruppamenti interni alla famiglia si riscontra una notevole riduzione della venulazione.
In molte specie l'addome presenta il secondo e il terzo urite del gastro fusi. La terebra può raggiungere la stessa lunghezza del corpo.
Le larve non offrono particolari segni di distinzione. La larva di I età presenta svariate forme secondo la specie, mentre dopo la prima muta sono tipicamente imenotteriformi: apode, anoftalme, tozze e con il corpo poco differenziato.

## Importanza
I Braconidi rientrano fra i più importanti raggruppamenti sistematici comprendenti insetti ausiliari. Le forme larvali sono organismi parassitoidi primari, ectofagi o endofagi, in genere a spese di Insetti Olometaboli degli ordini Diptera, Coleoptera e Lepidoptera. Sono tuttavia presenti anche importanti raggruppamenti che parassitizzano fitofagi di altri ordini, in particolare Rhynchota. Diverse specie sono usate come insetti ausiliari nella lotta biologica e integrata.
Nell'ambito dei Braconidi sono comprese anche specie, nelle sottofamiglie Mesostoinae e Doryctinae fitoparassite galligene.

## Parassitismo
La maggior parte dei Braconidi si comporta come parassitoidi uccidendo l'ospite, tuttavia alcune specie sono in realtà veri parassiti in quanto non provocano la morte ma ne causano la sterilità e l'inattività biologica.
Gli endoparassiti mostrano spesso sofisticati adattamenti fisiologici finalizzati a potenziare la capacità di sopravvivenza della larva all'interno dell'ospite. In particolare va citata la cooperazione con virus endosimbionti, integrati nel genoma del parassitoide, che compromettono le difese immunitarie dell'ospite. Questi virus sopprimono il sistema immunitario dell'ospite impedendo l'individuazione delle uova deposte e il conseguente incapsulamento. Sono ancora poco conosciuti i meccanismi e la storia evolutiva di questo adattamento, ma si ipotizza che nel corso dell'evoluzione di questi Braconidi siano avvenute profonde modificazioni a carico di questi virus arrivando ad un sistema immunodepressivo di elevata specificità nei confronti dell'ospite. Per questi motivi i Braconidi sarebbero tra gli organismi di maggior interesse come agenti di controllo degli insetti fitofagi.

## Suddivisione interna
La famiglia dei Braconidi si suddivide in molteplici sottofamiglie. Fra queste vanno citati in particolare gli Aphidiinae, comprendente specie importanti come endoparassite di Afidi: in altri schemi di classificazione questa sottofamiglia è elevata al rango di famiglia (Aphidiidae) compresa negli Icneumonoidei.
Sottofamiglie:
- Adeliinae
- Agathidinae
- Alysiinae
- Amicrocentrinae
- Aphidiinae
- Apozyginae
- Betylobraconinae
- Blacinae
- Braconinae
- Cardiochilinae
- Cenocoeliinae
- Cheloninae
- Dirrhopinae
- Doryctinae
- Ecnomiinae
- Euphorinae
- Exothecinae
- Gnamptodontinae
- Helconinae
- Histeromerinae
- Homolobinae
- Hormiinae
- Khoikhoiiinae
- Ichneutinae
- Macrocentrinae
- Masoninae
- Mendesellinae
- Mesostoinae
- Meteorideinae
- Meteorinae
- Microgastrinae
- Microtypinae
- Miracinae
- Neoneurinae
- Opiinae
- Orgilinae
- Pselaphaninae
- Rhyssalinae
- Rogadinae
- Sigalphinae
- Telengaiinae
- Trachypetinae
- Vaepellinae
- Ypsistocerinae
- Xiphozelinae